# Тихоокеанський театр Другої світової війни

Командна структура західних союзників у Тихому океані

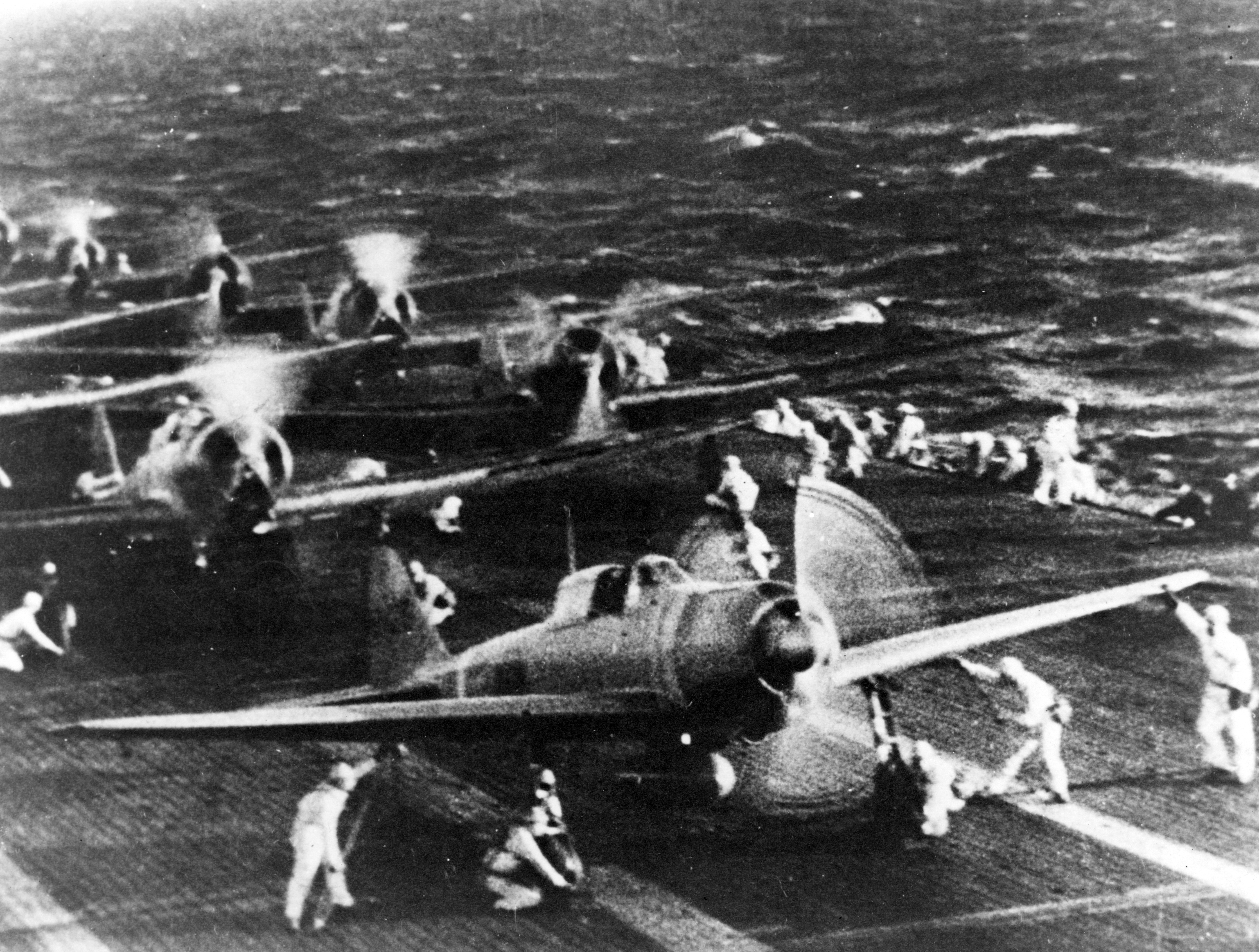
Літак ВМС Японії готується до зльоту з авіаносця

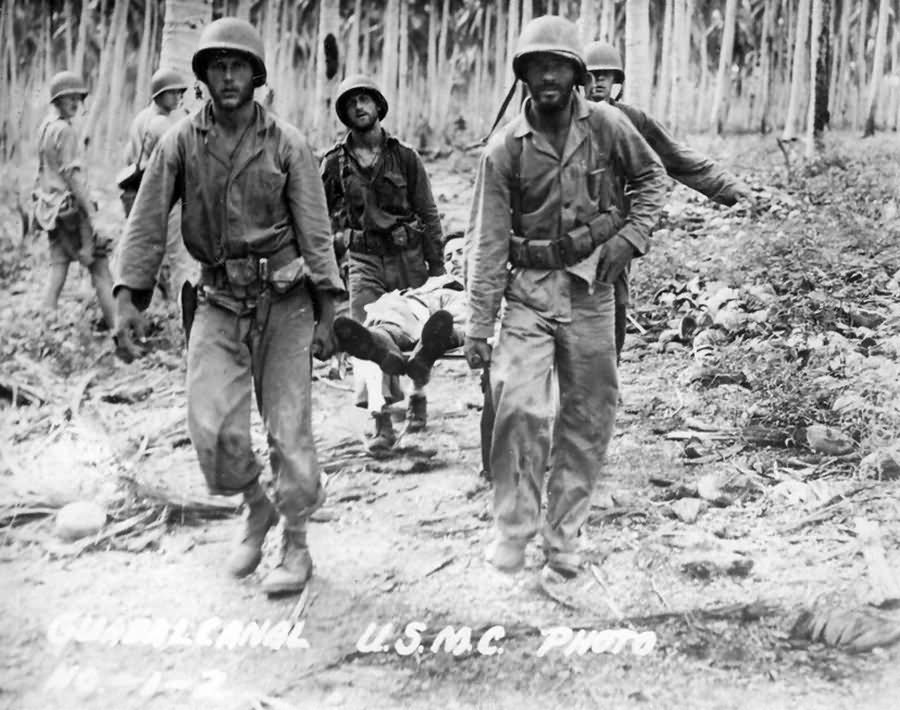
Солдати 5-ої дивізія морської піхоти США евакуюють поранених під час дій на Гуадалканалі 1 листопада 1942 року

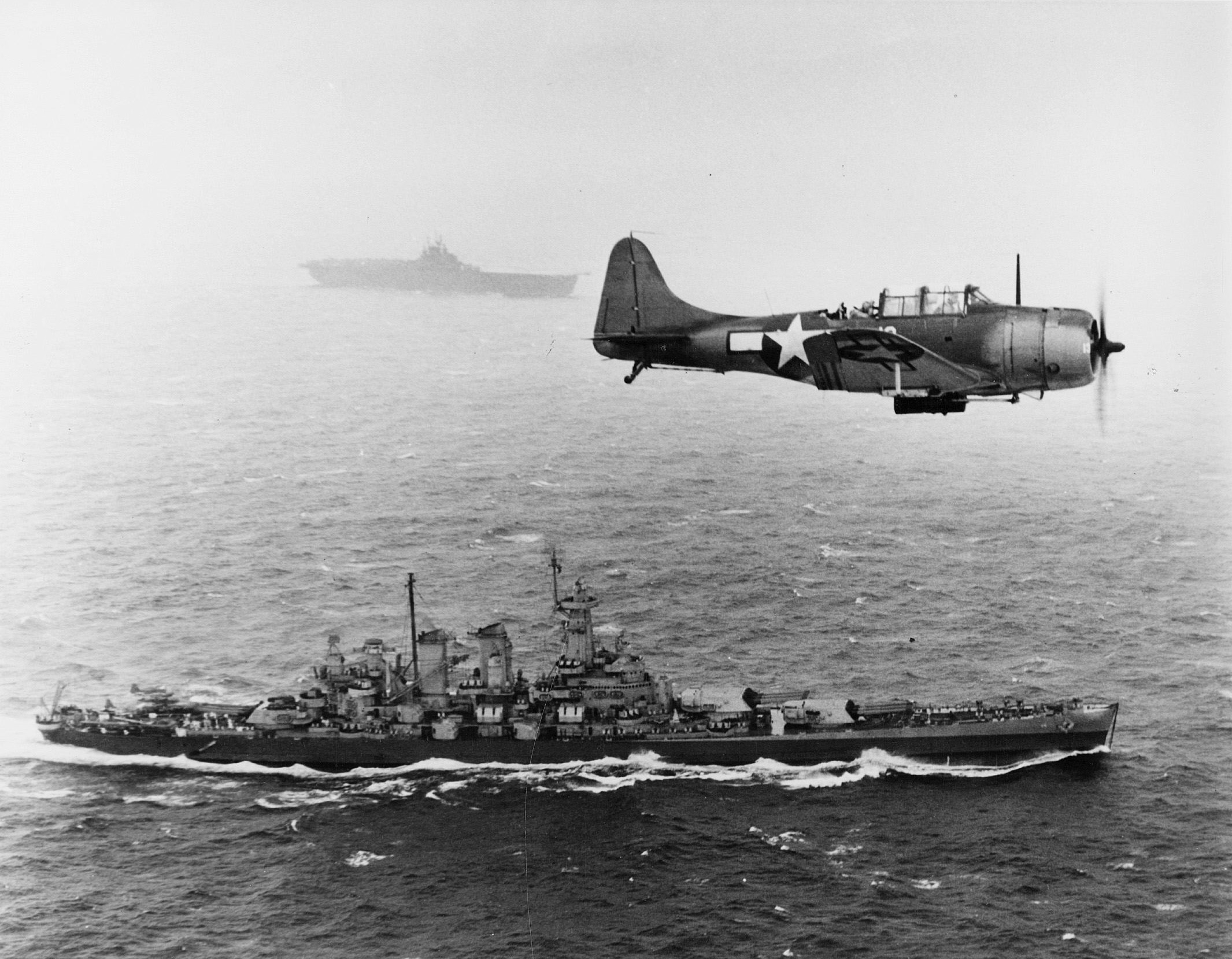
Дуглас SBD «Донтлес» патрулює над «Вашингтон» (BB-56) і «Лексінгтон» під час кампанії на острові Гілберт і Маршаллових островах, 12 листопада 1943 року

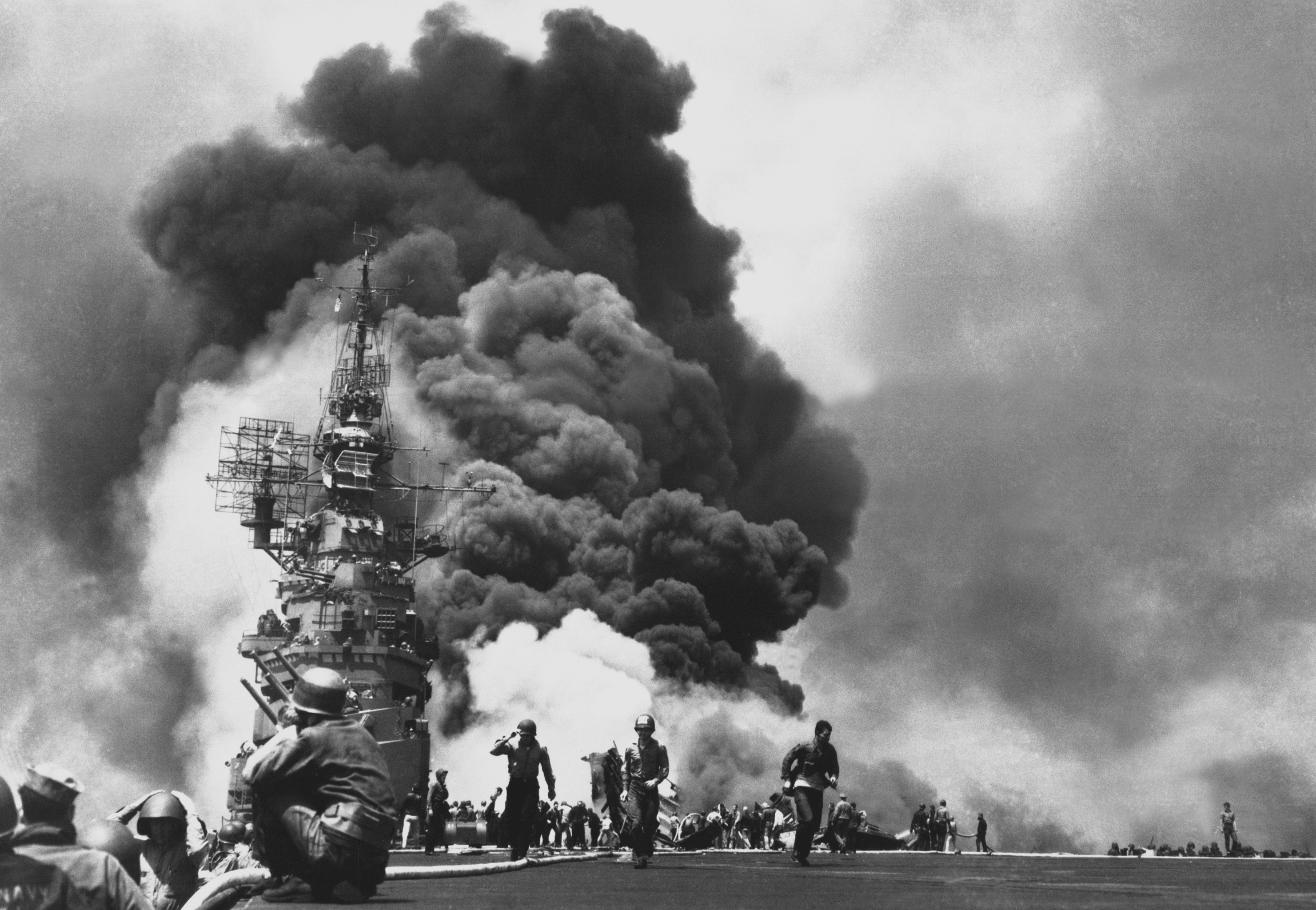
11 травня 1945 року біля Кюсю ударний авіаносець «Банкер-Гілл» уражений двома літаками японських камікадзе з інтервалом у 30 секунд.

Тихоокеанський театр Другої світової війни — головний театр тихоокеанської війни, війни між союзними військами та Японською імперією. Він був визначений командуванням Тихоокеанської зони Антигітлерівської коаліції, яка включала більшу частину Тихого океану та його острови, тоді як материкова Азія була виключена, як і Філіппіни, Голландська Ост-Індія, Борнео, Австралія, більша частина території Нової Гвінеї та західної частини Соломонових островів.
Офіційно він почав існувати 30 березня 1942 року, коли адмірал Армії США Честер Німіц був призначений Верховним головнокомандувачем ОЗС НАТО в тихоокеанських районах.  На іншому великому театрі дій у Тихоокеанському регіоні, відомому як Південно-Західний Тихоокеанський театр, силами союзників командував генерал Армії США Дуглас Макартур. І Німіц, і Макартур перебували під наглядом Об'єднаного комітету начальників штабів та західних союзників.
Більшість японських сил на театрі були частиною Об'єднаного флоту (яп. 連合艦隊, Rengō Kantai) Імперського флоту Японії, який відповідав за всі японські військові кораблі, морську авіацію та підрозділи морської піхоти. Об'єднаний флот очолював адмірал Ісороку Ямамото, до загибелі під час атаки винищувачів США у квітні 1943 року.  Ямамото змінив адмірал Мінеїчі Кога (1943–44)  та адмірал Соему Тойода (1944—1944). 45).  Головний штаб  (яп. 参謀本部, Sanbō Honbu) Імперської японської армії відповідав за наземні та повітряні підрозділи Імперської японської армії в Південно-Східній Азії та південній частині Тихого океану. Імперський флот Японії та Імперська армія Японії формально не використовували спільний/комбінований персонал на оперативному рівні, а їхні командні структури/географічні райони операцій збігалися одна з одною та з членами Альянсу.
На Тихоокеанському театрі японські війська воювали в основному проти ВМС Сполучених Штатів, армії США, яка мала 6 корпусів і 21 дивізію, і Корпусу морської піхоти США, який мав лише 6 дивізій. Сполучене Королівство (Британський Тихоокеанський флот), Нова Зеландія, Австралія, Канада та інші країни-союзники також надали свої сили.

## Основні походи та битви
- Тихоокеанський театр
  - Напад на Перл-Гарбор 7 грудня 1941 [4]
  - Битва за острів Вейк 7–23 грудня 1941 [5]
  - Філіппінська операція 8 грудня 1941 — 8 травня 1942
  - Рейд Дуліттла 18 квітня 1942 [4]
  - Битва за Мідвей 4–7 червня 1942 р. [4]
  - Битва за Гуадалканал 7 серпня 1942 року — 9 лютого 1943 року
  - Кампанія в центральній частині Тихого океану 1943 – 1944
    - Рейд на острів Макін 17–18 серпня 1942 р. [6]
    - Битва за атол Тараву 20 листопада 1943 [4]
    - Битва під Макіном 20–23 листопада 1943 р
    - Битва під Кваджалейном 14 лютого 1944 [7]
    - Битва під Еніветок 17 лютого 1944 [8]

  - Напад на острів Трук 17–18 лютого 1944 р
  - Кампанія на Маріанських і Палауських островах 1944 р
    - Битва за Сайпан 15 червня 1944 [9]
    - Битва у Філіппінському морі 19–21 червня 1944 р. [10]
    - Битва за Гуам 21 липня 1944 [11]
    - Битва під Тініаном 24 липня 1944 [11]
    - Битва під Пелеліу 15 вересня 1944 [12]
    - Ангаурська битва 17 вересня 1944 [12]
    - Битва за Лейте 17 жовтня 1944 р
    - Битва за Лусон 9 січня 1945 року

  - Битва за Іодзіму 19 лютого 1945 [4]
  - Битва за Окінаву 1 квітня 1945 [4]
- Північно-Тихоокеанський театр
  - Алеутська операція 1942–1943
  - Битва на Командорських островах 26 березня 1943 [4]